# Slave Lake
Slave Lake è un comune del Canada, situato nella regione settentrionale dell'Alberta.